# Wirajaya
Wirajaya is een bestuurslaag in het regentschap Bogor van de provincie West-Java, Indonesië. Wirajaya telt 3733 inwoners (volkstelling 2010).